# IN Возничего
IN Возничего (лат. IN Aurigae) — одиночная переменная звезда в созвездии Возничего на расстоянии (вычисленном из значения параллакса) приблизительно 96496 световых лет (около 29586 парсеков) от Солнца. Видимая звёздная величина звезды — от +14,18m до +13,55m.

## Характеристики
IN Возничего — жёлтая пульсирующая переменная звезда, классическая цефеида (DCEP) спектрального класса G. Эффективная температура — около 5692 К.